# Ашворт, Джонатан
Джонатан Майкл Грэм Эшуорт (англ. Jonathan Michael Graham Ashworth; род. 14 октября 1978, Солфорд, Большой Манчестер) — британский политик, член Лейбористской партии, теневой генеральный казначей (2023—2024).

## Биография
Изучал политику и философию в Даремском университете и экономику в Биркбекском колледже. Являлся советником Гордона Брауна, когда тот занимал должности канцлера Казначейства и премьер-министра Великобритании. После поражения лейбористов на выборах 2010 года занимался партийными связями в аппарате нового лидера партии Эда Милибэнда.
В мае 2011 года победил на парламентских дополнительных выборах в округе Южный Лестер после отставки Питера Соулзби.
11 июля 2013 года получил должность заместителя Национального исполнительного комитета Лейбористской партии в теневом кабинете Эда Милибэнда.
15 сентября 2015 года при формировании теневого кабинета Джереми Корбина назначен теневым министром без портфеля.
7 октября 2016 года стал теневым министром здравоохранения в ходе серии кадровых перемещений в теневом правительстве.
6 апреля 2020 года при формировании теневого правительства Кира Стармера назначен теневым министром здравоохранения и социального обеспечения.
29 ноября 2021 года перемещён на должность теневого министра труда и пенсий.
4 сентября 2023 года в ходе серии кадровых перестановок в теневом кабинете назначен теневым генеральным казначеем.
4 июля 2024 года состоялись победные для лейбористов парламентские выборы, но Ашворт в своём округе проиграл независимому кандидату Шокату Адаму, поддерживающему палестинцев в борьбе с Израилем.